# 틱톡 검열
- TikTok은 어떤 장치에서도 금지되지 않습니다
- TikTok, 국가 정부 기기 사용 금지
- TikTok 전 사용자 금지
- TikTok은 현재 '법치'를 금지했지만 시행하지 않았습니다
- TikTok은 현재 전 사용자에게 금지되었습니다
- TikTok 사용불가능; 대신에 Douyin 사용
- Not shown:유럽 연합(EU) 및 북대서양 조약 기구(NATO) 기기 사용 금지

많은 국가들이 동영상 공유 소셜 네트워크 틱톡(TikTok)에 대해 과거 또는 현재 진행 중인 제한을 부과했다. 정부 기기로부터의 금지는 일반적으로 중국 정부에 의한 데이터 접근 가능성에 대한 국가 안보 우려에서 비롯된다.다른 금지는 어린이의 안녕과 음란물과 같은 불쾌한 내용을 언급했다.

## 아프리카

### 세네갈
2023년 8월에 세네갈은 야당 지도자 우스만 손코를 체포한 후 틱톡을 차단했다. 10월, 세네갈은 금지를 해제하기 전에 플랫폼과 포괄적인 규제 협정을 체결하고 싶다고 밝혔다.

### 소말리아
2023년 8월 21일, 소말리아 통신부는 선전과 음담패설의 확산을 이유로 틱톡(텔레그램, 1xBet과 함께) 금지를 발표했지만, 통화는 시행되지 않았다.

### 케냐
케냐에서 한 개인이 틱톡을 금지해달라는 청원을 제출했다. 하지만 이는 플랫폼의 규제되지 않은 콘텐츠에 관한 것이지, 온라인 비판에 대한 정부의 간접적인 탄압이 아니다.

## 아시아

### 아프가니스탄
2022년 4월 탈레반 정부 대변인은 이 앱이 '젊은 세대를 오도'한다는 이유로 금지될 것이며 틱톡의 콘텐츠는 '이슬람 법과 일치하지 않는다'고 말했다.

### 아르메니아
2020년 10월 아르메니아의 틱톡 사용자는 앱 기능이 손실되었다고 보고했지만, 이것이 2020년 나고르노-카라바흐 분쟁 동안 아제르바이잔 정보원이 잘못된 정보를 퍼뜨리기 위해 앱을 사용한 것에 대한 아르메니아 정부의 개입의 결과인지는 확인되지 않았다.

### 아제르바이잔
2020년 9월 27일, 아제르바이잔 시민들은 틱톡, 페이스북, 트위터, 링크드인, 유튜브 등을 포함한 다양한 플랫폼에서 소셜 미디어 제한을 눈치챘는다. 넷블록스는 트위터를 통해 소셜 미디어 및 커뮤니케이션 플랫폼에 대한 제한을 확인했다. 아제르바이잔 교통통신기술부에 따르면 이러한 제한은 오랜 나고르노-카라바흐 분쟁 기간 동안 "아르메니아의 대규모 도발을 방지하기" 위한 시도로 발령되었다.
2023년 9월 19일, 아제르바이잔은 2023년 나고르노-카라바흐 분쟁으로 인해 틱톡에 대한 접근을 다시 제한했다.

### 방글라데시
2018년 11월, 방글라데시 정부는 음란물과 도박 사이트의 제거에 대한 방글라데시의 단속의 일환으로 틱톡 앱의 인터넷 접속을 차단했다. "저는 어린이를 포함한 모든 방글라데시 사람들을 위해 안전하고 안전한 인터넷을 만들고 싶는다. 그리고 이것은 음란물과의 저의 전쟁이다. 그리고 이것은 계속되는 전쟁이 될 것이다."라고 방글라데시의 우편 및 통신 책임자인 무스타파 자바(Mustafa Jabbar)가 말했다.
2020년 8월 방글라데시 정부는 틱톡이 자국에서 업로드한 10개의 동영상을 플랫폼에서 삭제할 것을 요청했다.방글라데시 우정통신부 장관은 "틱톡 당국이 정부에 방글라데시에서 업로드한 '공격적인' 동영상을 삭제할 것이라고 말했다"고 말했다. 그 결과 방글라데시 정부는 틱톡 금지 조치를 해제했다.
2021년 6월, 인권단체인 로우 앤 라이프 재단은 "위험하고 해로운" TikTok, PUBG, 그리고 Free Fire와 같은 애플리케이션의 금지를 요구하는 법적 통지를 방글라데시 정부에 발송했지만, 응답을 받지 못했다. 이후 로우 앤 라이프 재단의 변호사들은 해당 단체의 우려를 공유하며 고등법원에 소송을 제기했다. 2020년 8월, 고등법원은 방글라데시 정부에게 "아동 및 청소년을 도덕적 및 사회적 퇴보로부터 보호하기 위해" TikTok, PUBG, 그리고 Free Fire와 같은 "위험하고 해로운" 애플리케이션을 금지할 것을 권장했다.

### 중국(본토 및 홍콩)
중국 본토와 홍콩에 반입되는 기기의 틱톡은 현지 네트워크에서 작동하지 않지만 VPN과 SIM 카드를 결합하면 제한을 피할 수 있다.

### 인도

#### 2019년 금지
2019년 4월 3일, 마드라스 고등법원은 PIL 소송 중에 인도 정부에게 앱이 "음란물을 조장"하고 "부적절한 콘텐츠"를 제공한다는 이유로 해당 앱을 금지해달라는 요청을 했다. 법원은 또한 미성년자들이 성적 약탈자의 표적이 될 위험이 있다고 언급했다. 법원은 해당 비디오를 앱에서 방송하지 않도록 방송 매체에 요청했다. 틱톡 대변인은 현지 법을 준수하며 법원 명령 사본을 받은 후 조치를 취할 것이라고 밝혔다.4월 17일, 구글과 애플은 인도 사용자를 위해 틱톡을 구글 플레이 스토어와 앱 스토어에서 차단했다. 법원이 금지를 해제하지 않자, 회사는 콘텐츠 정책과 지침을 위반한 600만 개 이상의 비디오를 제거했다고 보도되었다.
2019년 4월 25일, 마드라스 고등법원이 TikTok 개발사인 바이트댄스 테크놀로지의 항소에 따라 명령을 철회한 후 금지가 해제되었다.TikTok은 공식 미디어 성명에서 "인도 사용자에 대한 지속적인 약속의 증거로 우리의 안전 기능을 계속 향상시키겠다"고 밝혔다. 인도의 TikTok 금지로 인해 앱이 1500만 명의 새로운 사용자를 잃었을 수도 있다.

#### 2020년 금지
2020년 6월 29일, 인도 전자 및 정보기술부가 "인도의 주권과 무결성, 인도의 방어, 국가 안보 및 공공질서에 손해를 끼친다"고 밝히며, 라다크와 중국 서부 사이에 있는 분쟁 지역을 둘러싼 인도군과 중국군 간의 군사 충돌에 대응하여 TikTok을 비롯한 58개의 다른 중국 제작 앱을 완전히 금지했다. 2017년 두 세계 최대 인구를 가진 국가의 군대 간의 이전 충돌 이후, 인도 군은 국가 안보 우려로 인해 자신들의 기기에서 수십 개의 중국 애플리케이션을 삭제하도록 요구했다. 위보, UC 브라우저 및 Shareit과 같은 애플리케이션들이 그 때 삭제된 앱들 중 일부이며 이제 완전히 금지된 앱들 중 일부이다.
인도 정부는 앱을 금지하기로 한 결정은 "13억 시민의 데이터와 사생활을 보호하기 위한 것"이며 "인도 밖의 허가되지 않은 서버에서 사용자의 데이터를 훔치고 비밀리에 전송하는" 기술을 중단하기 위한 것이라고 말했다.
인터넷 자유 재단의 사무총장인 아파르 구프타는 이러한 검열이 명확하게 정의된 국가 안보 기준이 부재했으며 "이전에는 없었던 것보다 더 많은 인도인에게 영향을 미쳤다"고 말했다. 어떤 벤처 투자자는 이 금지에 대해 대중적인 "좋은 느낌" 단계라고 말했으며, 중국이 오랫동안 자국에서 한 것처럼 세계가 할 수 있는 권리가 있다고 언급했다.

### 인도네시아
2018년 7월 3일, 인도네시아 정부가 "음란물, 부적절한 콘텐츠 및 모독"을 유발한다고 비난하여 TikTok을 일시적으로 금지했다. 인도네시아 통신 및 정보부 장관 루디안타라는 "해당 앱에는 특히 어린이들에게 많은 부정적이고 유해한 콘텐츠가 있다"며 "일단 TikTok이 우리에게 깨끗한 콘텐츠를 유지할 수 있는 보증을 제공할 수 있다면, 다시 열 수 있다"고 말했다. TikTok은 빠르게 대응하여 인도네시아에서 TikTok 콘텐츠를 검열할 20명의 스태프를 고용하기로 약속했고, 8일 후에 금지가 해제되었다.

### 이란
틱톡의 규칙과 이란의 검열 때문에 이란 사람들은 틱톡에 접근할 수 없다.

### 요르단
2022년 12월 17일, 요르단은 시위대와의 충돌 중 경찰관의 사망을 계기로 TikTok에 대한 일시적인 금지 조치를 발표했다.12월 23일, 요르단의 지역 언론은 해당 플랫폼이 6일간의 중단 이후 다시 정상으로 돌아왔다고 보도했다. 2023년 5월에는 앱이 여전히 금지되어 있으며, 익명의 정부 소식통들이 회사가 모든 요구 사항을 아직 준수하지 않았다고 전했다.

### 키르기스스탄
당국은 어린이 발달에 대한 우려를 이유로 2023년 8월 틱톡 사용을 금지했다.

### 네팔
2023년 11월 13일, 네팔 정부가 TikTok을 금지한다고 밝혔다. 금지의 주된 이유는 비디오 앱의 "남용"으로 인해 사회적 조화가 교란되었으며, 이를 통제할 수 있는 요구가 증가했다고 보도되었다.

### 파키스탄
파키스탄 통신국(PTA)은 2021년 11월까지 15개월 동안 틱톡에 대한 4가지 금지 조치를 시행하고 해제했다.
2020년 10월, 파키스탄은 "부도덕하고 음란하며 추잡한" 콘텐츠로 인해 TikTok을 금지하도록 명령했다.이후 10일 후, 바이트댄스가 불쾌한 TikTok 콘텐츠를 삭제하고 "음란물 및 소아성애 콘텐츠"를 업로드한 사용자를 차단할 것이라고 밝힌 후 금지가 철회되었다.
2021년 3월, 페샤와르 고등법원이 퍼자브 주 주민의 청원에 응답하여 판결을 내렸다. 청원에는 TikTok 플랫폼이 범죄를 유도하고 짧은 비디오에서 약물 및 무기 사용을 찬양하고 있다는 주장이 포함되어 있었으며, PTA에게 앱을 다시 금지하도록 요구했다. 퍼자브 주 주민의 법률 대표인 사라 알리 칸에 따르면, PTA는 TikTok이 "부도덕하고 음란한" 콘텐츠를 적절하게 관리할 능력을 충분히 입증하지 못했다고 밝혔다. 2021년 1월부터 3월까지 600만 개가 넘는 비디오가 삭제되었음에도 불구하고, PTA는 만족하지 못하고 앱을 완전히 금지했다. TikTok은 콘텐츠를 "필터링하고 중재할 것"을 PTA에게 보장한 후, PTA는 2021년 4월에 금지 조치를 철회했다.
2021년 6월 28일, 신트 고등법원이 TikTok이 "부도덕과 음란을 퍼뜨린다" 주장으로 PTA에게 앱 금지를 복원하도록 요청했다. 6월 30일, PTA가 시민들의 비디오 공유 애플리케이션 접속을 다시 차단했다고 발표했다. 세 날 후, 법원은 그 결정을 철회했다.
2021년 7월 20일, PTA는 "플랫폼에서 계속해서 부적절한 콘텐츠가 존재하고 이를 제거하지 못했다"는 이유로 TikTok에 대한 금지 조치를 도입했다. PTA의 발표에 따르면 "계속된 소통을 통해 플랫폼의 고위 경영진은 PTA에게 현지 법률과 사회적 규범에 따른 불법 콘텐츠를 통제하기 위한 필요한 조치를 취할 것을 보장했다."이에 따라, 2021년 11월 19일, PTA는 신속히 조치를 취하기로 합의하고 다시 한 번 패키스탄의 TikTok에 대한 금지 조치를 철회했다. PTA는 트윗에서 "패키스탄의 법과 사회적 가치에 반하는 불법 콘텐츠가 확산되지 않도록 플랫폼을 지속적으로 모니터링할 것"이라고 밝혔다.

### 필리핀
필리핀 하원에는 TikTok을 금지하는 법안이 제출되었다. 2024년 5월에 매닐라 6구 국회의원 비엔베니도 아반테가 하원법 10489호를 제출하여 TikTok 및 기타 "외부 적대 세력이 통제하는" 소셜 플랫폼을 금지하는 것을 제안했다. 그러나 필리핀 정보통신기술부는 TikTok 및 기타 유사한 앱을 완전히 금지하기보다는 규제 및 모니터링을 선호한다고 밝혔다.
필리핀 군대는 중국에 의한 첩보활동 우려로 군인들에게 개인 및 정부 발급 장치에서 TikTok 사용을 피하도록 명령했다. 이 명령은 2024년 2월에 공개되었지만 이미 "오랜 시간 동안" 시행되어 왔다.

### 대만
대만해협을 둘러싸고 중국과 대치 중인 대만은 2022년 12월 틱톡을 정부 기기에서 금지하고, 민간 부문까지 확대하는 방안을 검토하고 있다.
2022년 대만 당국은 중국 정부가 대만을 상대로 '인지전'을 벌일 것을 우려해 틱톡의 공공부문 기기 사용을 금지했다.

### 우즈베키스탄
2021년 7월 2일 우즈콤나조라트에 의해 개인정보법 위반자 등록부에 틱톡이 포함되어 우즈벡 IP 주소에서 틱톡에 접근할 수 없게 되었다.

## 유럽
2023년 2월에 유럽 위원회와 유럽 이사회가 공식 장치에서 TikTok을 금지했다.프랑스 대통령 에마뉘엘 마크롱은 2022년 11월 미국을 방문할 때, 이 앱을 "속임수 있는 순수한" 것으로 묘사하며 규제를 원한다고 밝힌 바 있다.
2023년 3월 31일, NATO는 보안 문제를 이유로 NATO 발행 모든 기기에 대한 틱톡 금지를 발표했다.

### 오스트리아
2023년 5월 오스트리아 정보국과 여러 부처 전문가들의 조언에 따라 오스트리아 연방 정부는 연방 직원의 업무 기기에 틱톡을 사적으로 사용하고 설치하는 것을 금지하기로 결정했다.

### 벨기에
2023년 3월, 벨기에는 사이버 보안, 개인 정보 보호 및 잘못된 정보 문제로 모든 연방 정부 작업 장치에서 틱톡을 금지했다.

### 덴마크
2023년 3월 덴마크 국방부는 업무용 기기에서 틱톡을 금지했다.

### 에스토니아
2023년 3월 29일, IT 및 외무 장관 크리스티안 예르반은 국가에서 공무원에게 발급된 스마트폰에서 TikTok 앱의 사용 및 설치가 금지될 것임을 발표했다. 에스티 데일리 Eesti Päevaleht와의 인터뷰에서 예르반은 앱이 중앙에서 관리되는 스마트폰에서 제거되고 이번 달부터 해당 앱의 설치가 금지될 것이라고 언급했다.

### 프랑스
2022년 에마뉘엘 마크롱 프랑스 대통령은 틱톡이 콘텐츠를 검열하고 젊은이들 사이에서 온라인 중독을 조장한다고 비난했다.
2023년 3월, 프랑스는 정부 직원들의 전화기에서 데이터 보안 조치가 충분하지 않아서 발생하는 우려와 관련하여 트위터, 인스타그램, 넷플릭스와 같은 다른 앱과 함께 TikTok을 포함한 "레크리에이션용 애플리케이션"을 모두 금지했다.통신 목적을 위한 특별 허가가 부여될 수 있다.
2024년 뉴칼레도니아 불안 시기 동안 정부가 TikTok에 대한 금지 조치를 발표했다.

### 아일랜드
2023년 4월 21일, 국가 사이버 보안 센터가 공식 공공 부문 장치에 TikTok을 설치하거나 사용하지 말아야 한다는 업데이트된 지침을 발표했다.

### 라트비아
2023년 3월 라트비아 외교부는 보안상의 이유를 들어 업무용 기기에서 틱톡을 금지했다.

### 몰타
말타 정보기술 기관(MITA)은 모든 정부 장치에서 TikTok 앱을 차단했다. 사용자가 '표준 플러스' 인터넷 패키지를 가지고 있지 않는 한 사용할 수 없다.

### 네덜란드
2022년 11월, 네덜란드 총리부는 정부 인원에게 "TikTok이 데이터 보호 정책을 수정할 때까지 정부용TikTok 사용을 중지하라"고 권장했다. 2023년 3월에 정부는 공무원들에게 작업용 휴대폰에서 해당 앱을 삭제하도록 명령했다.

### 노르웨이
2023년 3월, 국가 안보 기관의 조언을 받은 후, 요나스 가르 슈테어 총리가 장관, 국무장관 및 정치 자문위원이 사용하는 업무용 휴대전화 및 태블릿에서 TikTok을 금지했다.

### 러시아
2022년 3월, 러시아는 우크라이나와의 전쟁에 대한 "오보 정보"를 확산하는 것을 범죄로 규정했다. 그 후 TikTok은 새로운 업로드를 금지하고 러시아 내에서 업로드된 오래된 비디오만을 허용했다.
틱톡은 푸틴의 정보 통제를 이겨내며 푸틴의 사용자들을 외부 세계로부터 통제하고 차단함으로써 국가적인 선전 홍보를 허용하고 있다.

### 영국
2023년 3월, 영국 정부는 사용자 데이터 처리와 관련된 보안 우려로 인해 장관 및 기타 직원이 사용하는 전자 장치에서 TikTok을 금지한다고 발표했다.동일한 달, BBC는 TikTok을 업무 목적으로 사용되지 않는 한 모든 직원에게 장치에서 삭제하라고 알렸다. 이 네트워크는 또한 해당 앱을 금지할 것을 고려 중인 것으로 알려져 있다.

## 북아메리카

### 캐나다
2023년 2월, 캐나다의 최고 정보관리책임자가 TikTok을 검토한 후, 캐나다 정부는 모든 정부 발급 장치에서 해당 앱을 금지했다.2023년 9월, 캐나다 연방 정부는 투자 캐나다 법에 따라 TikTok에 대한 국가 안보 검토를 시작했다.
그 직후, 알버타, 브리티시 컬럼비아, 매니토바, 뉴브런즈윅, 뉴펀들랜드와 래브라도, 노스웨스트 테리토리, 노바스코샤, 누나부트, 온타리오, 프린스 에드워드 아일랜드, 퀘벡, 사스카처원, 요크, 등 캐나다의 모든 주와 영토 정부가 정부 발급 장치에서 해당 앱을 금지했다.

### 미국

미국 주 정부 기기에 틱톡 금지 공화당 관계자가 제정한 금지령
민주당 관계자가 제정한 금지법
정부기관이 제정한 금지법
금지 없음

#### 정부 장치 금지
틱톡은 연방 정부 소유의 장치에서 일부 예외를 제외하고 금지되었다.또한 주정부가 발급한 장치에서 적어도 34개(50개 중)의 주에서 금지되었다. 일반적으로 시민들이 개인 장치에서 해당 앱을 가지거나 사용하는 것을 금지하지 않는다. 일부 대학은 캠퍼스 Wi-Fi 및 대학 소유의 컴퓨터에서 TikTok을 금지했다.뉴욕 시는 시가 소유한 장치에서 해당 앱을 금지했다.

#### 완전 금지
2023년 5월, 몬태나주는 개인 장치를 포함한 금지 조치를 통과한 미국에서 첫 번째 주가 되었다. 이에 따라 앱 스토어는 2024년 1월 1일부터 몬태나 주 내에서 TikTok을 다운로드하는 것을 불법으로 하도록 되었다. 그러나 연방 판사가 2023년 11월에 주 금지 조치를 효력 없게 했다.
2024년 3월, 미국 하원은 H.R.7521을 통과시켰다. 이 법이 시행되면 TikTok은 ByteDance로부터 180일 이내에 분리되지 않는 한 효과적으로 금지될 것이다. 이 법이 미국 상원을 통과하면 조 바이든 미국 대통령은 이를 서명하기로 동의했다. 4월에는 하원이 H.R. 8038을 통과하여 수정된 버전의 법을 외교 지원 패키지에 포함했다. 분리 기간은 270일로 연장되었으며 추가 90일까지 연장할 수 있는 옵션이 포함되었다. 이 법은 그 다음 주에 미국 상원에서 통과되었으며 조 바이든 대통령이 2024년 4월 24일에 서명하여 법으로 제정되었다.

#### 비평
미국에서의 금지 및 시도된 금지 조치는 양극화, 보호주의, 그리고 일반적으로 사용자 데이터 개인 정보 보호 문제에 대한 논란을 불러일으켰다.비판자들은 이 앱에 대한 잠재적인 금지를 언론의 자유에 대한 공격이라고 라벨링했다.
금지 찬성론자들은 미국의 정치적 담론에 대한 중국의 조작과 데이터 개인 정보 보호를 우려 사항으로 꼽았다.

## 오세아니아

### 호주
2023년 3월 7일 캔버라 타임즈는 68개의 호주 연방 기관이 업무 관련 모바일 기기에서 틱톡을 금지했다고 보도했다. 자유당 제임스 패터슨 상원의원은 모든 정부 관련 기기에 대한 연방 금지를 요구했다.
일부 주 정부는 공식 정부 장치에서 해당 앱을 금지하는 것을 고려해왔다. 2023년 3월 14일, 뉴 사우스웨일스 주가 처음으로 해당 앱에 대한 금지를 고려하기 시작했으며,그 후 3일 뒤 서부 오스트레일리아와 호주 수도 영토도 이를 따랐다.빅토리아주도 정부 직원의 휴대전화에서 해당 앱을 금지하는 것을 고려해 왔다.
2023년 3월 21일, 연방 정부는 앱에 대한 검토를 시작했다.이 검토는 모든 공식 정부 장치에서 틱톡을 금지할 것으로 예상된다. 금지로 인해 일부 정치인들이 버너 폰을 사용하고 있는 것으로 보고되었다.
2023년 4월 4일, 틱톡은 정치인의 휴대전화를 포함한 모든 정부 기기에서 금지되었다.

### 뉴칼레도니아
2024년 5월 16일, 프랑스는 뉴칼레도니아에서의 선거법 변경에 대한 시위를 계기로 TikTok에 대한 일시적인 금지 조치를 발표했다. 이는 프랑스 영토에서 시민들의 사용을 위해 소셜 네트워크가 처음으로 금지된 것을 의미한다.

### 뉴질랜드
2023년 3월 17일, 뉴질랜드 의회 서비스는 의회에 연결된 장치에서 TikTok을 금지했다. 이 결정은 사이버 보안 문제와 해당 국가의 신호 정보 기관인 정부 통신 보안국(GCSB)의 조언을 인용했다.GCSB 장관인 앤드류 리틀은 처음에 TikTok에 대한 금지를 배제했다.

## 인용
1. Maheshwari, Sapna; Holpuch, Amanda (2023년 10월 10일). “국가들이 틱톡을 검열하는 이유”. 《뉴욕 타임즈》 (미국 영어). ISSN 0362-4331. 2023년 11월 28일에 원본 문서에서 보존된 문서. 2023년 11월 20일에 확인함.
2. “"미국은 틱톡을 금지할 수 있다. 이 국가들은 틱톡을 차단하거나 제한했다."”. 《The Washington Post》 (영어). 2024년 3월 13일. 2024년 3월 22일에 확인함.
3. “세네갈, 금지 후 틱톡과 규제 거래 모색”. 《Reuters》. 2023년 10월 5일. 2023년 10월 14일에 원본 문서에서 보존된 문서. 2023년 10월 19일에 확인함.
4. “소말리아는 '끔찍한' 콘텐츠, 잘못된 정보로 틱톡, 텔레그램, 1XBet을 금지합니다”. 《Reuters》. 2023년 8월 21일. 2023년 8월 21일에 원본 문서에서 보존된 문서. 2023년 8월 22일에 확인함.
5. Wexler, Alexandra; Woo, Stu (2023년 9월 22일). “틱톡, 아프리카에서 더 많은 잠재적 금지와 싸웁니다”. 《The Wall Street Journal》. 2023년 10월 17일에 원본 문서에서 보존된 문서. 2023년 10월 19일에 확인함.
6. “아프리카 틱톡 금지 정치”. 《Rest of World》 (미국 영어). 2023년 9월 7일. 2024년 3월 23일에 원본 문서에서 보존된 문서. 2024년 3월 23일에 확인함.
7. “탈레반, '젊은 세대를 호도한다' 틱톡 앱 금지”. 《Bloomberg.com》 (영어). 2022년 4월 21일. 2022년 4월 21일에 원본 문서에서 보존된 문서. 2022년 4월 21일에 확인함.
8. “틱톡이 아르메니아에서 작동하지 않음”. 《armenpress.am》 (영어). Armenpress. 2020년 9월 30일. 2020년 10월 1일에 원본 문서에서 보존된 문서. 2020년 9월 30일에 확인함.
9. “나고르노-카라브흐를 둘러싼 아르메니아와의 충돌 속에 아제르바이잔에서 소셜 미디어 제한”. 《NetBlocks》 (미국 영어). 2020년 9월 27일. 2020년 11월 1일에 원본 문서에서 보존된 문서. 2021년 11월 25일에 확인함.
10. “아제르바이잔은 아르메니아의 대규모 도발 행위를 막기 위해 인터넷 접속을 제한합니다”. 《mincom.gov.az》 (아제르바이잔어). 2021년 11월 25일에 원본 문서에서 보존된 문서. 2021년 11월 25일에 확인함.
11. “아제르바이잔에서 "틱톡"의 활동이 제한되었습니다 - ETX가 보도했다.”. 《1news.az》 (아제르바이잔어). 2023년 9월 20일에 원본 문서에서 보존된 문서. 2023년 9월 20일에 확인함.
12. “아제르바이잔에서 "틱톡"의 활동이 제한되었습니다 - ETX가 보도했다.”. 《1news.az》 (아제르바이잔어). 2023년 9월 20일에 원본 문서에서 보존된 문서. 2023년 9월 20일에 확인함.
13. “TikTok을 금지한 5개 국가 - Viebly”. 《viebly.com》 (미국 영어). 2021년 11월 25일에 원본 문서에서 보존된 문서. 2021년 11월 25일에 확인함.
14. “방글라데시 법원이 '어린이들을 구하기 위해' TikTok, PUBG, Free Fire를 금지하도록 명령했다.” (영어). New Straits Times. 2021년 8월 17일. 2021년 11월 25일에 원본 문서에서 보존된 문서. 2021년 11월 25일에 확인함.
15. Grundy, Tom (2024년 3월 15일). “왜 틱톡이 홍콩에서 차단됐나요?”. 《Hong Kong Free Press》.
16. “음란물 조장': 마드라스 고등법원, 정부에 비디오 앱 틱톡 금지 요청”. News18. 2019년 4월 4일. 2019년 4월 4일에 원본 문서에서 보존된 문서. 2019년 4월 4일에 확인함.
17. “애플, 구글, 법원 명령 후 인도서 틱톡 차단” (영어). NDTV. 2019년 4월 17일. 2019년 4월 17일에 원본 문서에서 보존된 문서. 2019년 4월 17일에 확인함.
18. Chandrashekhar, Anandi (2019년 4월 17일). “TikTok은 구글 및 애플 스토어에서 더 이상 사용할 수 없습니다”. 《The Economic Times》. 2019년 6월 6일에 원본 문서에서 보존된 문서. 2019년 4월 18일에 확인함.
19. “인도에서 틱톡 금지 해제, 최소 200만 사용자 감소”. 《Business Insider》. 2019년 8월 16일에 원본 문서에서 보존된 문서. 2019년 4월 27일에 확인함.
20. “마드라스 고등법원에 의해 인도에서의 틱톡 금지 해제”. 《beebom.com》. 2019년 10월 5일에 원본 문서에서 보존된 문서. 2019년 4월 27일에 확인함.
21. Mukherjee, Amritanshu (2019년 4월 25일). “틱톡은 인도에서 더 이상 금지되지 않았지만 포르노 비디오는 허용되지 않는다고 말합니다: 당신이 알아야 할 모든 것”. 《India Today》 (영어). 2021년 11월 25일에 원본 문서에서 보존된 문서. 2021년 11월 25일에 확인함.
22. Abi-Habib, Maria (2020년 6월 29일). “인도, 틱톡과 위챗을 포함한 거의 60개의 중국 앱 금지”. 《The New York Times》 (미국 영어). ISSN 0362-4331. 2020년 9월 20일에 원본 문서에서 보존된 문서. 2021년 11월 25일에 확인함.
23. “인도는 틱톡과 수십 개의 중국 앱을 추가로 금지합니다”. 《BBC News》 (영국 영어). 2020년 6월 29일. 2020년 8월 11일에 원본 문서에서 보존된 문서. 2020년 8월 11일에 확인함.
24. Doval, Pankaj (2020년 6월 30일). “59개 중국 앱 중 틱톡, UC브라우저 주권 위협 차단”. 《The Times of India》. 2020년 6월 30일에 원본 문서에서 보존된 문서.
25. Ellis-Petersen, Hannah (2020년 6월 29일). “인도, 히말라야 국경 충돌 후 틱톡 금지”. 《The Guardian》. 2020년 6월 29일에 원본 문서에서 보존된 문서.
26. Zhong, Raymond; Schultz, Kai (2020년 6월 30일). “인도의 틱톡 금지로, 세계의 디지털 벽이 더 높아집니다”. 《The New York Times》. 2020년 9월 17일에 원본 문서에서 보존된 문서. 2020년 9월 16일에 확인함.
27. “인도네시아, 중국 동영상 앱 틱톡 금지 번복”. 《The Straits Times》. Reuters. 2018년 7월 11일. 2019년 3월 2일에 원본 문서에서 보존된 문서. 2019년 3월 1일에 확인함.
28. “중국 비디오 앱 틱톡, 인도네시아 검열단 구성...”. Reuters. 2018년 7월 5일. 2019년 3월 2일에 원본 문서에서 보존된 문서. 2019년 3월 1일에 확인함 – uk.reuters.com 경유.
29. “인도네시아, '음란물' 틱톡 앱 차단”. 《DW.COM》. 2018년 5월 7일. 2019년 3월 2일에 원본 문서에서 보존된 문서. 2019년 3월 1일에 확인함.
30. Spence, Philip (2019년 1월 16일). “베이징의 그림자를 능가하지 못하는 바이트댄스”. 《Foreign Policy》. 2019년 1월 16일에 원본 문서에서 보존된 문서. 2019년 9월 15일에 확인함.
31. “틱톡 모기업 바이트댄스, 가짜뉴스 문제 폭로한 중국 뉴스 사이트 고소”. TechCrunch. 2018년 12월 20일. 2020년 8월 22일에 원본 문서에서 보존된 문서. 2019년 3월 1일에 확인함.
32. “인도네시아, '부적절한 콘텐츠'로 중국 동영상 앱 틱톡 금지”. 《Reuters》 (영어). 2018년 7월 4일. 2022년 3월 15일에 원본 문서에서 보존된 문서. 2021년 11월 25일에 확인함.
33. “틱톡 이란 사용자 차단”. 《tejaratnews.com》 (페르시아어). 2022년 4월 23일에 원본 문서에서 보존된 문서. 2022년 5월 9일에 확인함.
34. “인도네시아, '부적절한 콘텐츠'로 중국 동영상 앱 틱톡 금지”. 《NBC News》. Associated Press. 2022년 12월 17일. 2022년 12월 17일에 원본 문서에서 보존된 문서. 2022년 12월 17일에 확인함.
35. “요르단의 틱톡 사용자들은 플랫폼이 '정상으로 돌아왔다'고 말합니다”. 《Jordan News》. 2022년 12월 23일. 2023년 1월 1일에 원본 문서에서 보존된 문서. 2023년 1월 1일에 확인함.
36. “요르단의 틱톡 금지가 다섯 번째 달에 접어든다.”. 《Roya News》.
37. “키르기스 당국, 아동 발달에 미치는 영향을 이유로 틱톡 금지”. 《라디오 자유 유럽/라디오 자유》 (영어). 2023년 11월 17일에 원본 문서에서 보존된 문서. 2023년 8월 31일에 확인함.
38. “키르기스스탄 틱톡 차단”. 《조직범죄 및 부패신고사업》 (영국 영어). 2024년 4월 18일. 2024년 4월 19일에 원본 문서에서 보존된 문서. 2024년 4월 19일에 확인함.
39. “네팔, 중국 틱톡 금지, 사회적 영향 훼손 혐의”. 《Reuters》. 2023년 11월 13일. 2023년 12월 6일에 원본 문서에서 보존된 문서. 2023년 11월 13일에 확인함.
40. “파키스탄, 지난 15개월 동안 네 번째로 틱톡 금지가 해제되었다.”. 《NDTV Gadgets 360》 (영어). 2021년 11월 22일. 2021년 11월 25일에 원본 문서에서 보존된 문서. 2021년 11월 25일에 확인함.
41. “파키스탄, 부적절한 콘텐츠로 인해 네 번째로 틱톡을 금지한다.”. 《Hindustan Times》 (영어). 2021년 7월 21일. 2021년 11월 25일에 원본 문서에서 보존된 문서. 2021년 11월 25일에 확인함.
42. Saifi, Sophia. “다시 하는 파키스탄 틱톡 금지”. 《KCTV Kansas City》 (영어). 2021년 11월 25일에 원본 문서에서 보존된 문서. 2021년 11월 25일에 확인함.
43. “파키스탄, '비도덕적이고 외설적인' 콘텐츠 통제 보장 후 틱톡 금지 해제”. 《The Economic Times》. 2021년 11월 25일에 원본 문서에서 보존된 문서. 2021년 11월 25일에 확인함.
44. “SHC, 파키스탄 틱톡 금지 철회”. 《www.thenews.com.pk》 (영어). 2021년 11월 25일에 원본 문서에서 보존된 문서. 2021년 11월 25일에 확인함.
45. “파키스탄, "부도덕하고 저속한" 콘텐츠를 억제하기 위한 보장 후에 틱톡 금지를 해제”. 《India Today》 (영어). 2021년 11월 20일. 2021년 11월 21일에 원본 문서에서 보존된 문서. 2021년 11월 25일에 확인함.
46. “파키스탄, 4차례 금지 후 틱톡 접속 복구”. 《www.theregister.com》 (영어). 2021년 11월 25일에 원본 문서에서 보존된 문서. 2021년 11월 25일에 확인함.
47. Parungao, Adrian (2024년 5월 25일). “의원이 필리핀에서 틱톡과 '외부 적대권력이 통제하는' 앱을 금지하려고한다.”. 《Philippine Daily Inquirer》 (영어). 2024년 5월 29일에 확인함.
48. “미국이 틱톡 금지를 위협하는 가운데 필리핀은 규제가 핵심이라고 밝혔습니다”. 《South China Morning Post》 (영어). 2024년 5월 28일. 2024년 5월 29일에 확인함.
49. Punongbayan, Michael (2024년 2월 17일). “군 장병 틱톡 사용 금지”. 《The Philippine Star》. 2024년 5월 29일에 확인함.
50. “대만 해협”, 《위키백과, 우리 모두의 백과사전》, 2023년 10월 28일, 2024년 3월 23일에 확인함
51. “인도의 틱톡 금지로 앱이 1500만 명의 새로운 사용자를 잃었을 수 있다.”. 《beebom.com》 (미국 영어). 2019년 5월 3일. 2019년 10월 5일에 원본 문서에서 보존된 문서. 2019년 5월 3일에 확인함.
52. “대만 틱톡 시간 다 됐나요? 아일랜드, '인지전' 금지”. 《South China Morning Post》 (영어). 2022년 12월 10일. 2023년 1월 20일에 원본 문서에서 보존된 문서. 2023년 1월 20일에 확인함.
53. “"우즈베크 당국이 여러 소셜 네트워크에 대한 액세스를 제한했다."”. 《Газета.uz》 (러시아어). 2021년 7월 2일. 2022년 2월 11일에 원본 문서에서 보존된 문서. 2022년 8월 7일에 확인함.
54. “유럽연합 집행위원회, 틱톡 공식 기기 금지”. 《CNN》. 2023년 2월 23일. 2023년 2월 23일에 원본 문서에서 보존된 문서. 2023년 2월 23일에 확인함.
55. Chee, Foo Yun (2023년 2월 23일). “EU 최고 기구, 보안을 이유로 직원 전화에 틱톡 금지”. 《Reuters》 (영어). 2023년 2월 23일에 원본 문서에서 보존된 문서. 2023년 2월 23일에 확인함.
56. Vinocur, Nicholas (2023년 1월 10일). “유럽이 틱톡에 대해 관심을 보이고 있다.”. 《Politico》. 2023년 1월 10일에 원본 문서에서 보존된 문서. 2023년 1월 10일에 확인함.
57. Bertrand, Natasha (2023년 3월 31일). “NATO, 기기에 틱톡 금지”. 《CNN》. 2023년 6월 7일에 원본 문서에서 보존된 문서. 2023년 8월 1일에 확인함.
58. “오스트리아, 정부 업무 전화에 틱톡 금지”. 《The Local Europe》. 2023년 5월 10일. 2023년 5월 11일에 원본 문서에서 보존된 문서. 2023년 5월 10일에 확인함.
59. “벨기에, 미국, EU 이어 정부 전화 금지”. 《Associated Press》. 2023년 3월 10일. 2023년 3월 10일에 원본 문서에서 보존된 문서. 2023년 3월 10일에 확인함.
60. “덴마크 국방부, 직원 업무 전화에서 틱톡 금지”. 《Associated Press》. 2023년 3월 6일. 2023년 3월 8일에 원본 문서에서 보존된 문서. 2023년 3월 7일에 확인함.
61. “틱톡 금지 국가”. 《Banpedia》. 2023년 4월 26일. 2023년 4월 26일에 원본 문서에서 보존된 문서. 2023년 4월 26일에 확인함.
62. “마크롱, '중독'과 검열로 틱톡 맹비난”. 《Le Monde.fr》 (영어). 2022년 12월 8일. 2024년 3월 25일에 원본 문서에서 보존된 문서. 2024년 3월 25일에 확인함.
63. “프랑스, 틱톡, 트위터 정부 직원 전화 금지”. 《Associated Press》. 2023년 3월 24일. 2023년 3월 26일에 원본 문서에서 보존된 문서. 2023년 3월 27일에 확인함.
64. “프랑스: 공무원 휴대폰에서 틱톡을 포함한 '유흥' 애플리케이션 사용 금지”. 《RTBF》 (프랑스어). 2023년 3월 28일에 원본 문서에서 보존된 문서. 2023년 4월 11일에 확인함.
65. “프랑스, 폭동 피해 뉴칼레도니아서 비상사태 선포, 틱톡 금지”. 《France 24》 (영어). 2024년 5월 15일. 2024년 5월 16일에 확인함.
66. “누벨칼레도니: 가브리엘 아탈이 군대 배치를 발표하고 소셜 네트워크 틱톡을 금지한다 - 프랑스 블루”. 《ici par France Bleu et France 3》 (프랑스어). 2024년 5월 15일. 2024년 5월 15일에 확인함.
67. “틱톡 금지 국가” (영어). 2023년 4월 21일. 2023년 4월 26일에 원본 문서에서 보존된 문서. 2023년 4월 26일에 확인함.
68. “라트비아 외무부, 업무용 전화 틱톡 금지”. 《eng.lsm.lv (Public Broadcasting of Latvia)》 (영어). 2023년 3월 2일. 2023년 3월 17일에 원본 문서에서 보존된 문서. 2023년 3월 17일에 확인함.
69. “틱톡은 다른 소셜 네트워킹 사이트와 마찬가지로 정부 장치에서 차단되었습니다”. 《MaltaToday》. 2023년 3월 16일. 2023년 7월 26일에 원본 문서에서 보존된 문서. 2023년 7월 26일에 확인함.
70. Haeck, Pieter (2023년 1월 25일). “틱톡을 사용하지 말라, 네덜란드 관리들이 말합니다”. 《Politico Europe》. 2023년 1월 26일에 원본 문서에서 보존된 문서. 2023년 1월 27일에 확인함.
71. “내각, 국가 공무원의 업무용 휴대전화에서 틱톡을 금지한다.”. 《nos.nl》 (네덜란드어). 2023년 3월 21일. 2024년 4월 25일에 확인함.
72. “SMK: TikTok 금지령이 즉시 시행된다.”. 《NRK》 (노르웨이어). 2023년 3월 21일. 2023년 3월 21일에 원본 문서에서 보존된 문서. 2023년 3월 21일에 확인함.
73. “러시아의 TikTok 사용자는 오직 예전의 러시아 제작 콘텐츠만 볼 수 있다. - 가디언”. 《amp.theguardian.com》. 2023년 11월 20일에 원본 문서에서 보존된 문서. 2023년 11월 20일에 확인함.
74. Oremus, Will (2022년 4월 13일). “틱톡은 러시아만을 위한 대체 우주를 만들었습니다”. 《Washington Post》 (미국 영어). ISSN 0190-8286. 2023년 11월 8일에 원본 문서에서 보존된 문서. 2024년 3월 23일에 확인함.
75. “틱톡: 영국 장관들이 정부 전화기에서 중국 소유 앱 사용 금지”. 《BBC News》. 2023년 3월 16일. 2023년 3월 16일에 원본 문서에서 보존된 문서. 2023년 3월 16일에 확인함.
76. “BBC 직원들에게 작업 목적으로 사용하지 않는 한 앱을 삭제하라는 지시가 내려지면서 BBC가 틱톡 금지를 고려하고 있다.”. 《Deadline》. 2023년 3월 20일. 2023년 3월 20일에 원본 문서에서 보존된 문서. 2023년 3월 20일에 확인함.
77. “캐나다 정부 장치 전체에서 '받아들일 수 없는' 위험으로 틱톡이 금지되었다.”. 《Global News》. 2023년 2월 27일. 2023년 2월 27일에 원본 문서에서 보존된 문서. 2023년 2월 27일에 확인함.
78. “중국 소유의 틱톡, 캐나다에서 국가 안보 검토 직면”. 《Hong Kong Free Press》 (영국 영어). 2024년 3월 17일. 2024년 3월 20일에 확인함.
79. “앨버타와 캘거리 정부의 틱톡 금지”. 《CTV News》 (영어). 2023년 2월 28일. 2023년 3월 8일에 원본 문서에서 보존된 문서. 2023년 3월 9일에 확인함.
80. Lindsay, Bethany (2023년 2월 28일). “브리티시 컬럼비아주가 정부 발급 핸드폰에서 일시적인 틱톡 금지”. 《CBC News》. 2023년 3월 8일에 원본 문서에서 보존된 문서. 2023년 3월 9일에 확인함.
81. “매니토바주, 모든 정부 기기에서 틱톡 금지”. 《CTV News》 (영어). 2023년 3월 2일. 2023년 3월 8일에 원본 문서에서 보존된 문서. 2023년 3월 9일에 확인함.
82. “뉴브런즈윅도 정부 발급 장치에서 틱톡을 금지하며 해양주와 함께 가입한다.”. 《CTV News》 (영어). 2023년 3월 2일. 2023년 3월 10일에 원본 문서에서 보존된 문서. 2023년 3월 10일에 확인함.
83. “N.L. 정부, 틱톡 정부 기기 사용 금지”. 《CBC News》. 2023년 3월 1일. 2023년 3월 10일에 원본 문서에서 보존된 문서. 2023년 3월 9일에 확인함.
84. “영토는 오타와, 대부분의 주에서 정부 장치에서 틱톡을 금지하는 데 동참합니다”. 《CTVNews》 (영어). 2023년 3월 8일. 2023년 3월 10일에 원본 문서에서 보존된 문서. 2023년 3월 10일에 확인함.
85. “노바스코샤, 정부 발행 모든 모바일 기기에 틱톡 금지”. 《CTV News》 (영어). 2023년 2월 28일. 2023년 3월 8일에 원본 문서에서 보존된 문서. 2023년 3월 9일에 확인함.
86. “온타리오주, 정부 기기에서 틱톡 금지”. 《CTV News》 (영어). 2023년 3월 9일. 2023년 3월 10일에 원본 문서에서 보존된 문서. 2023년 3월 10일에 확인함.
87. “체육부, 샬럿타운 시청 틱톡 금지 동참”. 《CTV News》 (영어). 2023년 3월 1일. 2023년 3월 8일에 원본 문서에서 보존된 문서. 2023년 3월 9일에 확인함.
88. “퀘벡, 정부 모바일 기기에 틱톡 금지”. 《CTV News》 (영어). 2023년 2월 27일. 2023년 3월 7일에 원본 문서에서 보존된 문서. 2023년 3월 9일에 확인함.
89. “사스카툰 주가 정부 소유 장치에서 틱톡을 금지했다.”. 《CTV News》 (영어). 2023년 3월 1일. 2023년 3월 10일에 원본 문서에서 보존된 문서. 2023년 3월 10일에 확인함.
90. “유콘 정부, 정부 발행 기기에 틱톡 금지”. 《Yukon News》 (영어). 2023년 3월 3일. 2024년 4월 24일에 확인함.
91. Ingram, David (2022년 12월 30일). “바이든은 정부 장치에 대한 틱톡 금지에 서명하여 앱에 혼란스러운 2023년을 설정합니다”. 《NBC News》. 2023년 1월 1일에 원본 문서에서 보존된 문서. 2023년 1월 1일에 확인함.
92. “설명: 틱톡 성장을 금지하는 주 목록”. 《Associated Press》 (영어). 2023년 1월 12일. 2023년 1월 15일에 원본 문서에서 보존된 문서. 2023년 1월 15일에 확인함.
93. Castillo, Evans (2023년 1월 31일). “틱톡을 금지한 대학들”. 《Best Colleges》. 2023년 2월 1일에 원본 문서에서 보존된 문서.
94. “NYC, 중국에 본사를 둔 소유자에 대한 반발 속에 틱톡 도시 소유 기기 사용 금지”. 《Forbes》. 2023년 8월 16일. 2023년 8월 18일에 원본 문서에서 보존된 문서. 2023년 8월 18일에 확인함.
95. “몬타나 주가 주지사가 법률에 서명하여 틱톡을 금지한 첫 번째 주가 된다.”. 《NBC News》 (영어). 2023년 5월 17일. 2023년 11월 20일에 원본 문서에서 보존된 문서. 2023년 11월 20일에 확인함.
96. “몬타나 주의 틱톡에 대한 국내 최초 금지 조치가 헌법에 어긋나다고 판단한 판사에 의해 차단되었다.”. 《Associated Press News》. 2023년 11월 30일. 2023년 12월 1일에 원본 문서에서 보존된 문서. 2023년 12월 1일에 확인함.
97. “틱톡 법안 라이브: 미국 하원, 전국적인 틱톡 금지로 이어질 수 있는 법안 통과”. 《BBC News》 (영국 영어). 2024년 3월 13일. 2024년 3월 15일에 원본 문서에서 보존된 문서. 2024년 3월 16일에 확인함.
98. Peller, Lauren; Hutzler, Alexandra; El-Bawab, Nadine (2024년 4월 20일). “의회가 우크라이나, 이스라엘 및 대만에 950억 달러의 지원을 승인했다.”. 《ABC News》 (영어). 2024년 4월 24일에 원본 문서에서 보존된 문서. 2024년 4월 24일에 확인함.
99. Peller, Lauren; Pecorin, Allison; Beth Hensley, Sarah; Hutzler, Alexandra (2024년 4월 23일). “상원이 우크라이나, 이스라엘 및 대만을 위한 950억 달러의 외교 지원 패키지를 통과했다. 다음 단계는 무엇일까요?”. 《ABC News》 (영어). 2024년 4월 24일에 원본 문서에서 보존된 문서. 2024년 4월 24일에 확인함.
100. Chin, Caitlin (2022년 10월 6일). “미국의 디지털 개인정보 문제는 틱톡에서 시작되지 않고 끝나지 않는다.”. Center for Strategic and International Studies. 2023년 6월 6일에 원본 문서에서 보존된 문서. 2023년 9월 10일에 확인함. 최근 몇 년 동안, 정부 기관들이...와 같은 데이터 브로커로부터 대량의 미국 모바일 앱 위치 정보를 구매했다고 보도되었습니다 - 검거나 적절한 감독 없이. 게다가, 미국의 민간 기업들이...처럼 수십억 건의 소셜 미디어 게시물을 집단으로 스캔했다고 한다. 이 중에는 틱톡 콘텐츠가 포함될 수 있다.
101. Hale, Erin. “미국은 중국이 틱톡을 통해 감시를 할 수 있다고 말한다. 그러나 구글을 통해 세계를 감시한다.” (영어). Al Jazeera. 2023년 9월 13일에 원본 문서에서 보존된 문서. 2023년 5월 22일에 확인함. 그들은 미국 정부 자체가 글로벌 인터넷을 효과적으로 통제하는 미국 기술 기업을 이용하여 다른 모든 사람을 감시하는 방법에 대해 언급하지 않았다. 이는 '당신에게는 규칙이 있지만 나에게는 없다'라는 사례이다. 워싱턴은 외국 기업을 제한하면서 미국 기술 기업에게 무료 카드를 주고 있는데... 하지만 왜 그들이 미국 정부가 하는 것처럼 공개 시장에서 그냥 사지 않을까요?
102. Chin, Caitlin (2022년 10월 6일). “미국의 디지털 개인정보 문제는 틱톡에서 시작되지 않고 끝나지 않는다.”. Center for Strategic and International Studies. 2023년 6월 6일에 원본 문서에서 보존된 문서. 2023년 9월 10일에 확인함. 최근 몇 년 동안, 정부 기관들은 보고된 바에 따르면, 워런트나 적절한 감시 없이 데이터 브로커들로부터 대규모의 미국 모바일 앱 위치 정보를 구매했다. 게다가, 미국의 사설 기업들은 수십억 건의 소셜 미디어 게시물을 집단으로 스캔했다. 이는 틱톡 콘텐츠를 포함할 수 있다.
103. Fortinsky, Sarah (2024년 3월 13일). “랜드 폴: 제안된 틱톡 금지는 '전혀 이치에 맞지 않는다'”. 《The Hill》 (미국 영어). 2024년 4월 20일에 원본 문서에서 보존된 문서. 2024년 4월 20일에 확인함.
104. “공화당 의원 매시는 틱톡 법안이 '근본적인 문제를 해결하지 않을 것'이라고 말했다.”. 《NBC News》 (영어). 2024년 4월 20일에 원본 문서에서 보존된 문서. 2024년 4월 20일에 확인함.
105. Canales, Sarah (2023년 3월 7일). “틱톡, '패치워크 접근법' 우려 제기로 70개에 육박하는 연방정부 기관에서 금지”. 《The Canberra Times》. 2023년 3월 14일에 원본 문서에서 보존된 문서. 2023년 3월 18일에 확인함.
106. “NSW 정부, 공공부문 장치에서 TikTok 사용 금지 검토”. 2023년 3월 20일에 원본 문서에서 보존된 문서. 2023년 3월 20일에 확인함.
107. “중국 감시 위협에 대응하려는 당국들이 급히 대처하면서 WA 정부 장치에서의 TikTok 금지가 검토되고 있다 - ABC 뉴스”. 2023년 3월 20일에 원본 문서에서 보존된 문서. 2023년 3월 20일에 확인함.
108. “ACT 정부, 업무 장치에서의 TikTok 금지 검토하지만, 앱에 대한 '전쟁을 벌이지 않는다'고 밝혔다.”. 2023년 3월 17일. 2023년 3월 20일에 원본 문서에서 보존된 문서. 2023년 3월 20일에 확인함.
109. “빅토리아 공무원 휴대폰 틱톡 사용 금지 번복”. 2023년 3월 23일에 원본 문서에서 보존된 문서. 2023년 3월 23일에 확인함.
110. Lee, Rachel; Luttrell, Prudence; Johnson, Matthew; Garnaut, John (2023년 3월 14일). “TikTok, ByteDance 및 중국 공산당과의 연결성”. 《Parliament of Australia》. 2023년 3월 19일에 원본 문서에서 보존된 문서. 2018년 3월 18일에 확인함.
111. Benson, Simon; Clarke, Jenna (2023년 3월 21일). “연방 장관, 주지사 및 독립 의원들이 버너폰을 사용하면서 틱톡 금지가 가까워지고 클레어 오닐이 보안 검토를 받는다”. 《The Australian》. 2023년 4월 17일에 원본 문서에서 보존된 문서. 2023년 4월 17일에 확인함.
112. “호주 정부, 정부 기기에 틱톡 금지”. 《news.com.au》. 2023년 4월 4일. 2023년 4월 4일에 원본 문서에서 보존된 문서. 2023년 4월 3일에 확인함.
113. Novak, Matt (2024년 5월 16일). “프랑스, 독립주의 시위가 폭력적으로 전환된 후 섬 영토에서 TikTok을 금지한다.”. 《Gizmodo》 (영어). 2024년 5월 17일에 확인함.
114. Brioulet, Cyril (2024년 5월 16일). “누벨칼레도니아에서 TikTok이 금지되었다. 정부가 이 소셜 네트워크에 대해 어떻게 조치를 취할 수 있었습니까?”. 《LaDepeche.fr》.
115. “뉴질랜드, 의회와 연계된 기기에 틱톡 금지, 보안 우려 언급”. 《Reuters》. 2023년 3월 16일. 2023년 3월 17일에 원본 문서에서 보존된 문서. 2023년 3월 17일에 확인함.
116. “의회 서비스, 틱톡 기기 사용 금지”. 《Radio New Zealand》. 2023년 3월 17일. 2023년 3월 18일에 원본 문서에서 보존된 문서. 2023년 3월 18일에 확인함.
117. “GCSB는 정부 장치에서 TikTok을 금지할 법적 권한이 없다.”. 《Radio New Zealand》. 2023년 3월 1일. 2023년 3월 17일에 원본 문서에서 보존된 문서. 2023년 3월 18일에 확인함.

검열과 웹사이트
틱톡 나브박스
1. ↑  Maheshwari, Sapna; Holpuch, Amanda (2023년 10월 10일). “Why Countries Are Trying to Ban TikTok”. 《The New York Times》 (미국 영어). ISSN 0362-4331. 2023년 11월 28일에 원본 문서에서 보존된 문서. 2023년 11월 20일에 확인함.
2. ↑  “The U.S. could ban TikTok. These countries have blocked or restricted it.”. 《The Washington Post》 (영어). 2024년 3월 13일. 2024년 3월 22일에 확인함.
3. ↑  “Senegal seeks regulation deal with TikTok after ban”. 《Reuters》. 2023년 10월 5일. 2023년 10월 14일에 원본 문서에서 보존된 문서. 2023년 10월 19일에 확인함.
4. ↑  “Somalia bans TikTok, Telegram and 1XBet over 'horrific' content, misinformation”. 《Reuters》. 2023년 8월 21일. 2023년 8월 21일에 원본 문서에서 보존된 문서. 2023년 8월 22일에 확인함.
5. ↑  Wexler, Alexandra; Woo, Stu (2023년 9월 22일). “TikTok Fights More Potential Bans, This Time in Africa”. 《The Wall Street Journal》. 2023년 10월 17일에 원본 문서에서 보존된 문서. 2023년 10월 19일에 확인함.
6. ↑  “The politics of Africa's TikTok bans”. 《Rest of World》 (미국 영어). 2023년 9월 7일. 2024년 3월 23일에 원본 문서에서 보존된 문서. 2024년 3월 23일에 확인함.
7. ↑  “Taliban Ban TikTok App for 'Misleading the Younger Generation'”. 《Bloomberg.com》 (영어). 2022년 4월 21일. 2022년 4월 21일에 원본 문서에서 보존된 문서. 2022년 4월 21일에 확인함.
8. ↑  “Tik Tok fails operating in Armenia”. 《armenpress.am》 (영어). Armenpress. 2020년 9월 30일. 2020년 10월 1일에 원본 문서에서 보존된 문서. 2020년 9월 30일에 확인함.
9. ↑  “Social media restricted in Azerbaijan amid clashes with Armenia over Nagorno-Karabakh”. 《NetBlocks》 (미국 영어). 2020년 9월 27일. 2020년 11월 1일에 원본 문서에서 보존된 문서. 2021년 11월 25일에 확인함.
10. ↑  “Azerbaijan limits internet access to prevent Armenia's large-scale acts of provocation”. 《mincom.gov.az》 (아제르바이잔어). 2021년 11월 25일에 원본 문서에서 보존된 문서. 2021년 11월 25일에 확인함.
11. ↑  “19 sentyabr tarixindən Azərbaycan ərazisində "TikTok" sosial şəbəkəsinin fəaliyyətinə müvəqqəti məhdudiyyət tətbiq edilmişdir”. 《Cyber Security Service》 (아제르바이잔어). 2023년 9월 20일에 원본 문서에서 보존된 문서. 2023년 9월 20일에 확인함.
12. ↑  “Azərbaycanda "TikTok"un fəaliyyəti məhdudlaşdırılıb - ETX məlumat yaydı”. 《1news.az》 (아제르바이잔어). 2023년 9월 20일에 원본 문서에서 보존된 문서. 2023년 9월 20일에 확인함.
13. ↑  “5 Countries That Have Banned TikTok - Viebly”. 《viebly.com》 (미국 영어). 2021년 11월 25일에 원본 문서에서 보존된 문서. 2021년 11월 25일에 확인함.
14. ↑  “5 Countries That Have Banned TikTok - Viebly”. 《viebly.com》 (미국 영어). 2021년 11월 25일에 원본 문서에서 보존된 문서. 2021년 11월 25일에 확인함.
15. ↑  “Bangladesh court orders ban on TikTok, PUBG, Free Fire to 'save children'” (영어). New Straits Times. 2021년 8월 17일. 2021년 11월 25일에 원본 문서에서 보존된 문서. 2021년 11월 25일에 확인함.
16. ↑  Grundy, Tom (2024년 3월 15일). “Why is TikTok blocked in Hong Kong?”. 《Hong Kong Free Press》.
17. ↑  “'It Encourages Pornography': Madras High Court Asks Government to Ban Video App TikTok”. News18. 2019년 4월 4일. 2019년 4월 4일에 원본 문서에서 보존된 문서. 2019년 4월 4일에 확인함.
18. ↑  Chandrashekhar, Anandi (2019년 4월 17일). “TikTok no longer available on Google and Apple stores”. 《The Economic Times》. 2019년 6월 6일에 원본 문서에서 보존된 문서. 2019년 4월 18일에 확인함.
19. ↑  “TikTok ban lifted in India but it has lost at least 2 million users”. 《Business Insider》. 2019년 8월 16일에 원본 문서에서 보존된 문서. 2019년 4월 27일에 확인함.
20. ↑  “TikTok Ban in India Lifted by Madras High Court”. 《beebom.com》. 2019년 10월 5일에 원본 문서에서 보존된 문서. 2019년 4월 27일에 확인함.
21. ↑  Mukherjee, Amritanshu (2019년 4월 25일). “TikTok no longer banned in India says Court, but porn videos not allowed: Everything you must know”. 《India Today》 (영어). 2021년 11월 25일에 원본 문서에서 보존된 문서. 2021년 11월 25일에 확인함.
22. ↑  Abi-Habib, Maria (2020년 6월 29일). “India Bans Nearly 60 Chinese Apps, Including TikTok and WeChat”. 《The New York Times》 (미국 영어). ISSN 0362-4331. 2020년 9월 20일에 원본 문서에서 보존된 문서. 2021년 11월 25일에 확인함.
23. ↑  “India bans TikTok and dozens more Chinese apps”. 《BBC News》 (영국 영어). 2020년 6월 29일. 2020년 8월 11일에 원본 문서에서 보존된 문서. 2020년 8월 11일에 확인함.
24. ↑  Doval, Pankaj (2020년 6월 30일). “TikTok, UC Browser among 59 Chinese apps blocked as threat to sovereignty”. 《The Times of India》. 2020년 6월 30일에 원본 문서에서 보존된 문서.
25. ↑  Ellis-Petersen, Hannah (2020년 6월 29일). “India bans TikTok after Himalayan border clash with Chinese troops”. 《The Guardian》. 2020년 6월 29일에 원본 문서에서 보존된 문서.
26. ↑  Ellis-Petersen, Hannah (2020년 6월 29일). “India bans TikTok after Himalayan border clash with Chinese troops”. 《The Guardian》. 2020년 6월 29일에 원본 문서에서 보존된 문서.
27. ↑  Ellis-Petersen, Hannah (2020년 6월 29일). “India bans TikTok after Himalayan border clash with Chinese troops”. 《The Guardian》. 2020년 6월 29일에 원본 문서에서 보존된 문서.
28. ↑  Zhong, Raymond; Schultz, Kai (2020년 6월 30일). “With India's TikTok Ban, the World's Digital Walls Grow Higher”. 《The New York Times》. 2020년 9월 17일에 원본 문서에서 보존된 문서. 2020년 9월 16일에 확인함.
29. ↑  “Indonesia overturns ban on Chinese video app Tik Tok”. 《The Straits Times》. Reuters. 2018년 7월 11일. 2019년 3월 2일에 원본 문서에서 보존된 문서. 2019년 3월 1일에 확인함.
30. ↑  “Chinese video app Tik Tok to set up Indonesia censor team to...”. Reuters. 2018년 7월 5일. 2019년 3월 2일에 원본 문서에서 보존된 문서. 2019년 3월 1일에 확인함 – uk.reuters.com 경유.
31. ↑  “Indonesia blocks 'pornographic' Tik Tok app”. 《DW.COM》. 2018년 5월 7일. 2019년 3월 2일에 원본 문서에서 보존된 문서. 2019년 3월 1일에 확인함.
32. ↑  Spence, Philip (2019년 1월 16일). “ByteDance Can't Outrun Beijing's Shadow”. 《Foreign Policy》. 2019년 1월 16일에 원본 문서에서 보존된 문서. 2019년 9월 15일에 확인함.
33. ↑  “TikTok parent ByteDance sues Chinese news site that exposed fake news problem”. TechCrunch. 2018년 12월 20일. 2020년 8월 22일에 원본 문서에서 보존된 문서. 2019년 3월 1일에 확인함.
34. ↑  “Indonesia bans Chinese video app Tik Tok for 'inappropriate content'”. 《Reuters》 (영어). 2018년 7월 4일. 2022년 3월 15일에 원본 문서에서 보존된 문서. 2021년 11월 25일에 확인함.
35. ↑  “Chinese video app Tik Tok to set up Indonesia censor team to...”. Reuters. 2018년 7월 5일. 2019년 3월 2일에 원본 문서에서 보존된 문서. 2019년 3월 1일에 확인함 – uk.reuters.com 경유.
36. ↑  “Indonesia overturns ban on Chinese video app Tik Tok”. 《The Straits Times》. Reuters. 2018년 7월 11일. 2019년 3월 2일에 원본 문서에서 보존된 문서. 2019년 3월 1일에 확인함.
37. ↑  “تیک تاک کاربران ایرانی را مسدود می‌کند؟”. 《tejaratnews.com》 (페르시아어). 2022년 4월 23일에 원본 문서에서 보존된 문서. 2022년 5월 9일에 확인함.
38. ↑  “Jordan bans TikTok after police officer killed in protests”. 《NBC News》. Associated Press. 2022년 12월 17일. 2022년 12월 17일에 원본 문서에서 보존된 문서. 2022년 12월 17일에 확인함.
39. ↑  “TikTok users in Jordan say platform is 'back to normal'”. 《Jordan News》. 2022년 12월 23일. 2023년 1월 1일에 원본 문서에서 보존된 문서. 2023년 1월 1일에 확인함.
40. ↑  “Jordan's TikTok ban enters fifth month”. 《Roya News》.
41. ↑  “Kyrgyz Authorities Ban TikTok Citing Effects On Child Development”. 《Radio Free Europe/Radio Liberty》 (영어). 2023년 11월 17일에 원본 문서에서 보존된 문서. 2023년 8월 31일에 확인함.
42. ↑  “Kyrgyzstan Blocks TikTok”. 《Organized Crime and Corruption Reporting Project》 (영국 영어). 2024년 4월 18일. 2024년 4월 19일에 원본 문서에서 보존된 문서. 2024년 4월 19일에 확인함.
43. ↑  “Nepal to ban China's TikTok, alleges damaging social impact”. 《Reuters》. 2023년 11월 13일. 2023년 12월 6일에 원본 문서에서 보존된 문서. 2023년 11월 13일에 확인함.
44. ↑  “TikTok Ban Lifted by Pakistan, Fourth Time in Past 15 Months”. 《NDTV Gadgets 360》 (영어). 2021년 11월 22일. 2021년 11월 25일에 원본 문서에서 보존된 문서. 2021년 11월 25일에 확인함.
45. ↑  “TikTok Ban Lifted by Pakistan, Fourth Time in Past 15 Months”. 《NDTV Gadgets 360》 (영어). 2021년 11월 22일. 2021년 11월 25일에 원본 문서에서 보존된 문서. 2021년 11월 25일에 확인함.
46. ↑  “Pakistan bans TikTok for 4th time, for inappropriate content”. 《Hindustan Times》 (영어). 2021년 7월 21일. 2021년 11월 25일에 원본 문서에서 보존된 문서. 2021년 11월 25일에 확인함.
47. ↑  “Pakistan bans TikTok for 4th time, for inappropriate content”. 《Hindustan Times》 (영어). 2021년 7월 21일. 2021년 11월 25일에 원본 문서에서 보존된 문서. 2021년 11월 25일에 확인함.
48. ↑  Saifi, Sophia. “Pakistan bans TikTok again”. 《KCTV Kansas City》 (영어). 2021년 11월 25일에 원본 문서에서 보존된 문서. 2021년 11월 25일에 확인함.
49. ↑  “Pakistan bans TikTok for 4th time, for inappropriate content”. 《Hindustan Times》 (영어). 2021년 7월 21일. 2021년 11월 25일에 원본 문서에서 보존된 문서. 2021년 11월 25일에 확인함.
50. ↑  “Pakistan lifts ban on TikTok after assurances to control 'immoral & indecent' contents”. 《The Economic Times》. 2021년 11월 25일에 원본 문서에서 보존된 문서. 2021년 11월 25일에 확인함.
51. ↑  “SHC reverses ban on TikTok in Pakistan”. 《www.thenews.com.pk》 (영어). 2021년 11월 25일에 원본 문서에서 보존된 문서. 2021년 11월 25일에 확인함.
52. ↑  “Pakistan bans TikTok for 4th time, for inappropriate content”. 《Hindustan Times》 (영어). 2021년 7월 21일. 2021년 11월 25일에 원본 문서에서 보존된 문서. 2021년 11월 25일에 확인함.
53. ↑  “Pakistan lifts ban on TikTok after assurances to curb 'immoral, indecent' content”. 《India Today》 (영어). 2021년 11월 20일. 2021년 11월 21일에 원본 문서에서 보존된 문서. 2021년 11월 25일에 확인함.
54. ↑  “Pakistan restores access to TikTok after four bans”. 《www.theregister.com》 (영어). 2021년 11월 25일에 원본 문서에서 보존된 문서. 2021년 11월 25일에 확인함.
55. ↑  Parungao, Adrian (2024년 5월 25일). “Solon seeks to ban TikTok, ‘foreign adversary-controlled’ apps in PH”. 《Philippine Daily Inquirer》 (영어). 2024년 5월 29일에 확인함.
56. ↑  “While US threatens to ban TikTok, Philippines says regulation is key”. 《South China Morning Post》 (영어). 2024년 5월 28일. 2024년 5월 29일에 확인함.
57. ↑  Punongbayan, Michael (2024년 2월 17일). “Military personnel banned from using TikTok”. 《The Philippine Star》. 2024년 5월 29일에 확인함.
58. ↑  “대만 해협”, 《위키백과, 우리 모두의 백과사전》, 2023년 10월 28일, 2024년 3월 23일에 확인함
59. ↑  “India's TikTok Ban Might Have Cost the App 15 Million New Users”. 《beebom.com》 (미국 영어). 2019년 5월 3일. 2019년 10월 5일에 원본 문서에서 보존된 문서. 2019년 5월 3일에 확인함.
60. ↑  “Is time up for TikTok on Taiwan? Island mulls ban over 'cognitive warfare'”. 《South China Morning Post》 (영어). 2022년 12월 10일. 2023년 1월 20일에 원본 문서에서 보존된 문서. 2023년 1월 20일에 확인함.
61. ↑  “"Узкомназорат" ограничил доступ к ряду соцсетей”. 《Газета.uz》 (러시아어). 2021년 7월 2일. 2022년 2월 11일에 원본 문서에서 보존된 문서. 2022년 8월 7일에 확인함.
62. ↑  “European Commission bans TikTok from official devices”. 《CNN》. 2023년 2월 23일. 2023년 2월 23일에 원본 문서에서 보존된 문서. 2023년 2월 23일에 확인함.
63. ↑  Chee, Foo Yun (2023년 2월 23일). “Top EU bodies, citing security, ban TikTok on staff phones”. 《Reuters》 (영어). 2023년 2월 23일에 원본 문서에서 보존된 문서. 2023년 2월 23일에 확인함.
64. ↑  Vinocur, Nicholas (2023년 1월 10일). “Europe turns on TikTok”. 《Politico》. 2023년 1월 10일에 원본 문서에서 보존된 문서. 2023년 1월 10일에 확인함.
65. ↑  Bertrand, Natasha (2023년 3월 31일). “NATO bans TikTok on devices”. 《CNN》. 2023년 6월 7일에 원본 문서에서 보존된 문서. 2023년 8월 1일에 확인함.
66. ↑  “Austria bans TikTok on government work phones”. 《The Local Europe》. 2023년 5월 10일. 2023년 5월 11일에 원본 문서에서 보존된 문서. 2023년 5월 10일에 확인함.
67. ↑  “Belgium bans TikTok from government phones after US, EU”. 《Associated Press》. 2023년 3월 10일. 2023년 3월 10일에 원본 문서에서 보존된 문서. 2023년 3월 10일에 확인함.
68. ↑  “Danish defense ministry bans TikTok on employee work phones”. 《Associated Press》. 2023년 3월 6일. 2023년 3월 8일에 원본 문서에서 보존된 문서. 2023년 3월 7일에 확인함.
69. ↑  “Countries Where TikTok Is Banned”. 《Banpedia》. 2023년 4월 26일. 2023년 4월 26일에 원본 문서에서 보존된 문서. 2023년 4월 26일에 확인함.
70. ↑  “Macron slams TikTok over 'addiction' and censorship”. 《Le Monde.fr》 (영어). 2022년 12월 8일. 2024년 3월 25일에 원본 문서에서 보존된 문서. 2024년 3월 25일에 확인함.
71. ↑  “France bans TikTok, Twitter from government staff phones”. 《Associated Press》. 2023년 3월 24일. 2023년 3월 26일에 원본 문서에서 보존된 문서. 2023년 3월 27일에 확인함.
72. ↑  “France : interdiction d'applications 'récréatives' dont TikTok sur les téléphones des fonctionnaires”. 《RTBF》 (프랑스어). 2023년 3월 28일에 원본 문서에서 보존된 문서. 2023년 4월 11일에 확인함.
73. ↑  “France : interdiction d'applications 'récréatives' dont TikTok sur les téléphones des fonctionnaires”. 《RTBF》 (프랑스어). 2023년 3월 28일에 원본 문서에서 보존된 문서. 2023년 4월 11일에 확인함.
74. ↑  “France imposes state of emergency, bans TikTok in riot-hit New Caledonia”. 《France 24》 (영어). 2024년 5월 15일. 2024년 5월 16일에 확인함.
75. ↑  “Nouvelle-Calédonie : Gabriel Attal annonce le déploiement de l'armée, le réseau social TikTok interdit - France Bleu”. 《ici par France Bleu et France 3》 (프랑스어). 2024년 5월 15일. 2024년 5월 15일에 확인함.
76. ↑  “Countries Where TikTok Is Banned” (영어). 2023년 4월 21일. 2023년 4월 26일에 원본 문서에서 보존된 문서. 2023년 4월 26일에 확인함.
77. ↑  “Latvian Foreign Ministry bans TikTok on work phones”. 《eng.lsm.lv (Public Broadcasting of Latvia)》 (영어). 2023년 3월 2일. 2023년 3월 17일에 원본 문서에서 보존된 문서. 2023년 3월 17일에 확인함.
78. ↑  “TikTok blocked on government devices just like other social networking sites”. 《MaltaToday》. 2023년 3월 16일. 2023년 7월 26일에 원본 문서에서 보존된 문서. 2023년 7월 26일에 확인함.
79. ↑  Haeck, Pieter (2023년 1월 25일). “Don't use TikTok, Dutch officials are told”. 《Politico Europe》. 2023년 1월 26일에 원본 문서에서 보존된 문서. 2023년 1월 27일에 확인함.
80. ↑  “Kabinet verbiedt TikTok op werktelefoons van rijksambtenaren”. 《nos.nl》 (네덜란드어). 2023년 3월 21일. 2024년 4월 25일에 확인함.
81. ↑  “SMK: TikTok-forbud får umiddelbar virkning”. 《NRK》 (노르웨이어). 2023년 3월 21일. 2023년 3월 21일에 원본 문서에서 보존된 문서. 2023년 3월 21일에 확인함.
82. ↑  “TikTok users in Russia can see only old Russian-made content | TikTok | The Guardian”. 《amp.theguardian.com》. 2023년 11월 20일에 원본 문서에서 보존된 문서. 2023년 11월 20일에 확인함.
83. ↑  Oremus, Will (2022년 4월 13일). “TikTok created an alternate universe just for Russia”. 《Washington Post》 (미국 영어). ISSN 0190-8286. 2023년 11월 8일에 원본 문서에서 보존된 문서. 2024년 3월 23일에 확인함.
84. ↑  “TikTok: UK ministers banned from using Chinese-owned app on government phones”. 《BBC News》. 2023년 3월 16일. 2023년 3월 16일에 원본 문서에서 보존된 문서. 2023년 3월 16일에 확인함.
85. ↑  “BBC Considers TikTok Ban As Staff Told To Delete App Unless They Are Using It For Work Purposes”. 《Deadline》. 2023년 3월 20일. 2023년 3월 20일에 원본 문서에서 보존된 문서. 2023년 3월 20일에 확인함.
86. ↑  “TikTok banned on all Canadian government devices over 'unacceptable' risk”. 《Global News》. 2023년 2월 27일. 2023년 2월 27일에 원본 문서에서 보존된 문서. 2023년 2월 27일에 확인함.
87. ↑  “Chinese-owned TikTok faces national security review in Canada”. 《Hong Kong Free Press》 (영국 영어). 2024년 3월 17일. 2024년 3월 20일에 확인함.
88. ↑  “Alberta, Calgary governments outlaw TikTok”. 《CTV News》 (영어). 2023년 2월 28일. 2023년 3월 8일에 원본 문서에서 보존된 문서. 2023년 3월 9일에 확인함.
89. ↑  Lindsay, Bethany (2023년 2월 28일). “B.C. temporarily bans TikTok on government-issued phones”. 《CBC News》. 2023년 3월 8일에 원본 문서에서 보존된 문서. 2023년 3월 9일에 확인함.
90. ↑  “Manitoba to ban TikTok on all government devices”. 《CTV News》 (영어). 2023년 3월 2일. 2023년 3월 8일에 원본 문서에서 보존된 문서. 2023년 3월 9일에 확인함.
91. ↑  “New Brunswick joins Maritime provinces in banning TikTok from government-issued devices”. 《CTV News》 (영어). 2023년 3월 2일. 2023년 3월 10일에 원본 문서에서 보존된 문서. 2023년 3월 10일에 확인함.
92. ↑  “N.L. government bans TikTok from government devices”. 《CBC News》. 2023년 3월 1일. 2023년 3월 10일에 원본 문서에서 보존된 문서. 2023년 3월 9일에 확인함.
93. ↑  “Territories join Ottawa, most provinces in banning TikTok on government devices”. 《CTVNews》 (영어). 2023년 3월 8일. 2023년 3월 10일에 원본 문서에서 보존된 문서. 2023년 3월 10일에 확인함.
94. ↑  “Nova Scotia bans TikTok from all government-issued mobile devices”. 《CTV News》 (영어). 2023년 2월 28일. 2023년 3월 8일에 원본 문서에서 보존된 문서. 2023년 3월 9일에 확인함.
95. ↑  “Territories join Ottawa, most provinces in banning TikTok on government devices”. 《CTVNews》 (영어). 2023년 3월 8일. 2023년 3월 10일에 원본 문서에서 보존된 문서. 2023년 3월 10일에 확인함.
96. ↑  “Ontario to ban TikTok from government devices”. 《CTV News》 (영어). 2023년 3월 9일. 2023년 3월 10일에 원본 문서에서 보존된 문서. 2023년 3월 10일에 확인함.
97. ↑  “P.E.I. government, Charlottetown City Hall join TikTok ban”. 《CTV News》 (영어). 2023년 3월 1일. 2023년 3월 8일에 원본 문서에서 보존된 문서. 2023년 3월 9일에 확인함.
98. ↑  “Quebec bans TikTok on government mobile devices”. 《CTV News》 (영어). 2023년 2월 27일. 2023년 3월 7일에 원본 문서에서 보존된 문서. 2023년 3월 9일에 확인함.
99. ↑  “Sask. bans TikTok from government-owned devices”. 《CTV News》 (영어). 2023년 3월 1일. 2023년 3월 10일에 원본 문서에서 보존된 문서. 2023년 3월 10일에 확인함.
100. ↑  “Yukon government banning TikTok on government-issued devices”. 《Yukon News》 (영어). 2023년 3월 3일. 2024년 4월 24일에 확인함.
101. ↑  Ingram, David (2022년 12월 30일). “Biden signs TikTok ban for government devices, setting up a chaotic 2023 for the app”. 《NBC News》. 2023년 1월 1일에 원본 문서에서 보존된 문서. 2023년 1월 1일에 확인함.
102. ↑  “EXPLAINER: List of states banning TikTok grows”. 《Associated Press》 (영어). 2023년 1월 12일. 2023년 1월 15일에 원본 문서에서 보존된 문서. 2023년 1월 15일에 확인함.
103. ↑  Castillo, Evans (2023년 1월 31일). “These Colleges Just Banned TikTok”. 《Best Colleges》. 2023년 2월 1일에 원본 문서에서 보존된 문서.
104. ↑  “NYC Bans TikTok From City-Owned Devices Amid Backlash Against China-Based Owner”. 《Forbes》. 2023년 8월 16일. 2023년 8월 18일에 원본 문서에서 보존된 문서. 2023년 8월 18일에 확인함.
105. ↑  “Montana becomes first state to ban TikTok after governor signs bill into law”. 《NBC News》 (영어). 2023년 5월 17일. 2023년 11월 20일에 원본 문서에서 보존된 문서. 2023년 11월 20일에 확인함.
106. ↑  “Montana's first-in-the-nation ban on TikTok blocked by judge who says it's unconstitutional”. 《Associated Press News》. 2023년 11월 30일. 2023년 12월 1일에 원본 문서에서 보존된 문서. 2023년 12월 1일에 확인함.
107. ↑  “TikTok bill live: US House passes bill that could lead to nationwide TikTok ban”. 《BBC News》 (영국 영어). 2024년 3월 13일. 2024년 3월 15일에 원본 문서에서 보존된 문서. 2024년 3월 16일에 확인함.
108. ↑  Peller, Lauren; Hutzler, Alexandra; El-Bawab, Nadine (2024년 4월 20일). “House approves $95 billion in aid to Ukraine, Israel and Taiwan”. 《ABC News》 (영어). 2024년 4월 24일에 원본 문서에서 보존된 문서. 2024년 4월 24일에 확인함.
109. ↑  Peller, Lauren; Pecorin, Allison; Beth Hensley, Sarah; Hutzler, Alexandra (2024년 4월 23일). “Senate passes $95B foreign aid package for Ukraine, Israel and Taiwan: What's next?”. 《ABC News》 (영어). 2024년 4월 24일에 원본 문서에서 보존된 문서. 2024년 4월 24일에 확인함.
110. ↑  Liptak, Michael Williams, Arlette Saenz, Kevin (2024년 4월 24일). “Biden signs foreign aid bill providing crucial military assistance to Ukraine | CNN Politics”. 《CNN》 (영어). 2024년 4월 24일에 확인함.
111. ↑  Hale, Erin. “US says China can spy with TikTok. It spies on world with Google” (영어). Al Jazeera. 2023년 9월 13일에 원본 문서에서 보존된 문서. 2023년 5월 22일에 확인함. They did not mention how the US government itself uses US tech companies that effectively control the global internet to spy on everyone else. It is a case of rules for thee but not for me. Washington giving US tech companies a free card while restricting foreign companies ... But why wouldn't they just buy it on the open market like the American government does?
112. ↑  Chin, Caitlin (2022년 10월 6일). “U.S. Digital Privacy Troubles Do Not Start or End with TikTok”. Center for Strategic and International Studies. 2023년 6월 6일에 원본 문서에서 보존된 문서. 2023년 9월 10일에 확인함. In recent years, government agencies ... have reportedly purchased massive amounts of U.S. mobile app geolocation information from data brokers—without warrants or proper oversight. Furthermore, U.S. private companies ... have collectively scanned billions of social media posts—which could include TikTok content.
113. ↑  Fortinsky, Sarah (2024년 3월 13일). “Rand Paul: Proposed TikTok ban 'makes no sense'”. 《The Hill》 (미국 영어). 2024년 4월 20일에 원본 문서에서 보존된 문서. 2024년 4월 20일에 확인함.
114. ↑  “GOP Rep. Massie says TikTok bill would not address 'root problems'”. 《NBC News》 (영어). 2024년 4월 20일에 원본 문서에서 보존된 문서. 2024년 4월 20일에 확인함.
115. ↑  Canales, Sarah (2023년 3월 7일). “TikTok banned at nearly 70 federal government agencies as 'patchwork approach' raises concern”. 《The Canberra Times》. 2023년 3월 14일에 원본 문서에서 보존된 문서. 2023년 3월 18일에 확인함.
116. ↑  “NSW government considers banning TikTok on all public sector devices | New South Wales politics | the Guardian”. 2023년 3월 20일에 원본 문서에서 보존된 문서. 2023년 3월 20일에 확인함.
117. ↑  “TikTok ban being considered on WA government devices as authorities scramble to deal with perceived China surveillance threat - ABC News”. 2023년 3월 20일에 원본 문서에서 보존된 문서. 2023년 3월 20일에 확인함.
118. ↑  “ACT govt considers TikTok ban on work devices but 'not waging a war' against app”. 2023년 3월 17일. 2023년 3월 20일에 원본 문서에서 보존된 문서. 2023년 3월 20일에 확인함.
119. ↑  “TikTok ban on Victorian government workers' phones overturned”. 2023년 3월 23일에 원본 문서에서 보존된 문서. 2023년 3월 23일에 확인함.
120. ↑  Lee, Rachel; Luttrell, Prudence; Johnson, Matthew; Garnaut, John (2023년 3월 14일). “TikTok, ByteDance, and their ties to the Chinese Communist Party”. 《Parliament of Australia》. 2023년 3월 19일에 원본 문서에서 보존된 문서. 2018년 3월 18일에 확인함.
121. ↑  Benson, Simon; Clarke, Jenna (2023년 3월 21일). “Federal ministers, premiers and independent MPs use burner phones as TikTok ban nears and Clare O'Neil handed security review”. 《The Australian》. 2023년 4월 17일에 원본 문서에서 보존된 문서. 2023년 4월 17일에 확인함.
122. ↑  “Australian government bans TikTok on government devices”. 《news.com.au》. 2023년 4월 4일. 2023년 4월 4일에 원본 문서에서 보존된 문서. 2023년 4월 3일에 확인함.
123. ↑  Novak, Matt (2024년 5월 16일). “France Bans TikTok in Island Territory After Pro-Independence Protests Turn Violent”. 《Gizmodo》 (영어). 2024년 5월 17일에 확인함.
124. ↑  Brioulet, Cyril (2024년 5월 16일). “TikTok interdit en Nouvelle-Calédonie : comment le gouvernement a-t-il pu agir contre le réseau social”. 《LaDepeche.fr》.
125. ↑  “New Zealand to ban TikTok on devices linked to parliament, cites security concerns”. 《Reuters》. 2023년 3월 16일. 2023년 3월 17일에 원본 문서에서 보존된 문서. 2023년 3월 17일에 확인함.
126. ↑  “Parliamentary Service bans TikTok on its devices”. 《Radio New Zealand》. 2023년 3월 17일. 2023년 3월 18일에 원본 문서에서 보존된 문서. 2023년 3월 18일에 확인함.
127. ↑  “GCSB does not have legal mandate to ban TikTok on government devices”. 《Radio New Zealand》. 2023년 3월 1일. 2023년 3월 17일에 원본 문서에서 보존된 문서. 2023년 3월 18일에 확인함.